# Satureja laxiflora
Satureja laxiflora là một loài thực vật có hoa trong họ Hoa môi. Loài này được K.Koch miêu tả khoa học đầu tiên năm 1849.